# Alain Marchandisse
Alain Marchandisse, né le 23 juin 1967,) est un historien médiéviste belge.
Maître de recherches du Fonds national de la recherche scientifique, il effectue sa carrière à l'Université de Liège.

## Biographie
Formé à l'Université de Liège, Alain Marchandisse consacre, en 1989, son mémoire de licence à l'édition et à l'analyse de l'obituaire du chapitre cathédral Saint-Lambert de Liège. La recherche est publiée deux années plus tard sous le titre L'obituaire de la cathédrale Saint-Lambert de Liège (XIe – XVe siècles). Il réalise ensuite une thèse de doctorat intitulée La fonction épiscopale à Liège aux XIIIe et XIVe siècles : étude de politologie historique sous la direction de Jean-Louis Kupper. Ses travaux lui permettent d'être nommé puis titularisé au FNRS.
D'abord focalisés sur l'histoire politique et ecclésiastique liégeoise, ses travaux se diversifient progressivement. Ils portent avant tout sur l'histoire politique, diplomatique et militaire au bas Moyen Âge et à la Renaissance, principalement dans les États bourguignons. L'histoire de la mort, celle des femmes et la diplomatique font également partie de ses compétences.
À partir de 1998, Alain Marchandisse succède à André Joris à la tête de la revue historique franco-belge Le Moyen Âge. Il est également l'un des co-directeurs de la revue, en compagnie d'autres historiens et philologues médiévistes, comme Pierre Toubert et Florian Mazel. Sous sa houlette, la revue rejoint le portail web Cairn.info, où elle est désormais accessible en ligne. Il est membre, en outre, des comités scientifiques de la Revue du Nord et des Annales de Bourgogne.
En compagnie d'Éric Bousmar, il fonde en 1998 le Réseau des Médiévistes Belges de Langue Française, dont il devient le président.

## Publications
- L'obituaire de la cathédrale Saint-Lambert de Liège (XIe – XVe siècles), Bruxelles, Commission royale d'Histoire, 1991.
- Villes, affaires, mentalités : autour du pays mosan, éd. Jean-Louis Kupper, Claude Gaier et Alain Marchandisse, Bruxelles, De Boeck, 1993 (Bibliothèque du Moyen Âge, 2).
- La fonction épiscopale à Liège aux XIIIe et XIVe siècles : étude de politologie historique, Liège, Université de Liège, 1998 (Bibliothèque de la faculté de philosophie et lettres de l'université de Liège, 272).
- À l'ombre du pouvoir : les entourages princiers au Moyen Âge, éd. Alain Marchandisse et Jean-Louis Kupper, Liège, Université de Liège, 2003 (Bibliothèque de la faculté de philosophie et lettres de l'université de Liège,; 283).
- Florilège du livre en Principauté de Liège : du IXe au XVIIIe siècle, Liège, Société des Bibliophiles Liégeois, 2009.
- Femmes de pouvoir, femmes politiques durant les derniers siècles du Moyen Âge et au cours de la première Renaissance, Bruxelles, De Boeck, 2012 (Bibliothèque du Moyen Âge, 28).